# Liocoryphe gertrudae
Liocoryphe gertrudae là một loài chân đều trong họ Stenetriidae. Loài này được Müller miêu tả khoa học năm 1991.